# NGC 807
NGC 807 è una galassia ellittica situata nella costellazione del Triangolo, a una distanza di circa 217 milioni di anni luce dalla nostra Via Lattea.

## Scoperta
La galassia è stata scoperta l'11 settembre 1784 dall'astronomo britannico di origine tedesca William Herschel.

## Descrizione
NGC 807 presenta una larga riga a 21 cm dell'idrogeno neutro.

## Gruppo di NGC 807
NGC 807 fa parte di un piccolo gruppo di cinque galassie che porta il suo nome. Le altre quattro galassie del Gruppo di NGC 807 sono UGC 1565, UGC 1565, UGC 1565 e MK 365.
Tre di queste galassie sono menzionate anche nell'articolo di Abraham Mahtessian del 1998, cioè NGC 807, UGC 1590 e UGC 1591. Le ultime due sono indicate da Mahtessian come 0203+2933 (per CGCG 0203.2+2933) e 0203+2944 (per CGCG 0203.3+2944).